# اگوستینیو فورتس فیلو
اگوستینیو فورتس فیلو (انگلیسی: Agostinho Fortes Filho؛ ۹ سپتامبر ۱۹۰۱ – ۲ مهٔ ۱۹۶۶) یک بازیکن فوتبال اهل برزیل بود.
وی همچنین در تیم ملی فوتبال برزیل بازی کرده‌است.